# Mahmud Ahmadineschad

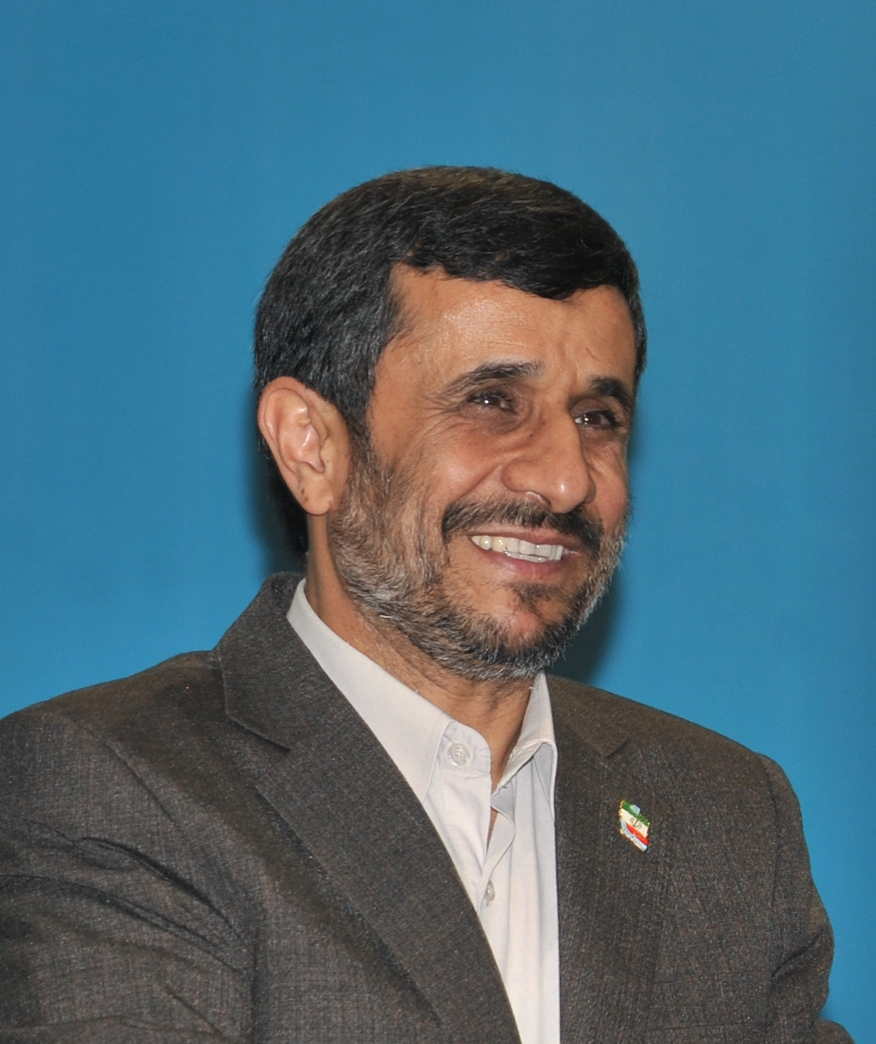
Mahmud Ahmadineschad, 2009

Mahmud Ahmadineschad ([mæɦˈmuːd æɦmædiːneˈʒɔːd]; anhörenⓘ, persisch محمود احمدی‌نژاد Mahmud Ahmadi-Nežād, DMG Maḥmūd-e Aḥmadī-Nežād; weitere Schreibweisen: Ahmadineschād, Ahmadinedschad, Ahmadinezhad und Ahmadinejad; * 28. Oktober 1956 in Aradan nahe Garmsar in Iran) ist ein iranischer islamisch-fundamentalistischer Politiker. Er war vom 3. August 2005 bis zum 3. August 2013 der sechste Präsident der Islamischen Republik Iran.

## Leben
Die Familie von Mahmud Ahmadineschad stammt aus Aradan, einem kleinen Dorf nahe der Stadt Garmsar in der Provinz Semnan in Nordiran, etwa 80 Kilometer von Teheran entfernt. Er wurde als viertes von sieben Kindern der Familie Sabaghian, Ahmad und Syedeh Chanum, geboren.
In der von Landwirtschaft und Viehzucht geprägten Region sah der Vater wenig Perspektive für seine Familie und beschloss 1957 den Umzug nach Teheran. Gleichzeitig änderte er den Familiennamen in Aḥmadī-nežād (ungefähr: „aus dem Geschlecht/Stamm der Aḥmadīs“), was damals unter Familien, die aus der Provinz in die Hauptstadt zogen, sehr häufig vorkam.
In Teheran nahm der Vater eine Tätigkeit in der metallverarbeitenden Industrie auf, die ihm mit der Zeit zu bescheidenem Wohlstand verhalf. Die Familie Ahmadineschad lebte im Narmak-Bezirk Teherans mit Bewohnern aus der Mittelschicht. Das Haus der Ahmadineschads war sehr schlicht eingerichtet; die Familie lebte bescheiden. Geld investierte der Vater vor allem in die Ausbildung seiner Kinder. So ermöglichte er seinem Sohn Mahmud den Besuch der renommierten und teuren Daneshmand-Privatschule. Außerdem erhielt Mahmud zusätzlich zu seinem Englischunterricht in der Schule private Englischstunden. Er schloss als einer der besten Schüler seines Jahrgangs ab.
1975 nahm er an den landesweiten Universitätseingangsprüfungen „Konkur“ teil und erreichte den 130. Rang. Er erhielt die Zulassung und schrieb sich 1976 für Tiefbau ein. Unter der Herrschaft des Schahs Mohammad Reza Pahlavi schloss sich Ahmadineschad als Student der Vereinigung der „Studenten, die der Linie des Imam folgen“ (Daneschdschuyane Chate Emam) an. Ein Foto zeigt ihn direkt am Wagen Chomeinis während dessen Rückkehr am 1. Februar 1979. Während des Iran-Irak-Krieges meldete er sich als Freiwilliger und trat 1980 der Iranischen Revolutionsgarde als Basidsch-e Mostaz'afin-Instrukteur bei, wo er bis zum Kommandeur einer technischen Einheit aufstieg (Als Präsident ließ er später „zahlreiche Schlüsselpositionen mit ehemaligen Kommandeuren der Revolutionsgarde besetzen“).
1986 nahm Mahmud Ahmadineschad das Studium wieder auf und absolvierte bis 1989 an der Universität der Wissenschaft und Industrie in Teheran ein Studium zum Bauingenieur. Er wurde 1997 über das Thema Monorail im Bereich „Transportwesen und Verkehrstransportplanung“ promoviert.
1980, vor dem Ersten Golfkrieg, heiratete Ahmadineschad Azam al Sadat Farahi, mit der er drei Kinder hat: zwei Söhne (Mehdi und Ali Reza) und eine Tochter. Seine kaum öffentlich in Erscheinung tretende Ehefrau hat, wie ihr Mann, ein Ingenieursdiplom in Mechanik und zusätzlich Erziehungswissenschaften studiert, welche sie unterrichtet. Nachdem sie ihren Mann 2005 nach Malaysia begleitet hatte, trat Azam al Sadat Farahi öffentlich nur zwei Mal persönlich und ein Mal in einem Brief an die Frau Husni Mubaraks in Erscheinung. Trotz ihrer nur seltenen öffentlichen Auftritte wird ihr dennoch ein erheblicher Einfluss auf die Politik Ahmadineschads zugeschrieben. Auch ein Einfluss ihrer öffentlichen Auftritte auf den Ausgang der iranischen Präsidentschaftswahlen 2009 wurde vermutet.
Ahmadineschads Schwester Parvin wurde im Dezember 2006 in den Teheraner Stadtrat gewählt; im gleichen Jahr starb der Vater Ahmad Ahmadineschad im Alter von 82 Jahren.

## Politische Karriere
Nach dem Iran-Irak-Krieg begann seine politische Karriere als Bürgermeister der Städte Maku und Choy in der iranischen Provinz West-Aserbaidschan. Auch wurde er in den 1980er Jahren für zwei Jahre zum Berater des Gouverneurs der westiranischen Provinz Kurdistan ernannt. 1993 bis 1997 war er Gouverneur der Provinz Ardabil. Während seiner Amtszeit in Ardabil wurde Ahmadineschad dreimal in Folge als „bester Gouverneur des Landes“ ausgezeichnet. Ab 1997 arbeitete er als wissenschaftlicher Mitarbeiter in der Teheraner Universität der Wissenschaft und Industrie. Zeitweise schrieb er als freier Journalist für konservative Zeitungen.

### Bürgermeister von Teheran (2003–2005)
Bei den Stadtratswahlen 2003 wurde er bei geringer Wahlbeteiligung (30 Prozent) zum Bürgermeister der Hauptstadt Teheran gewählt, behielt aber gleichzeitig seinen Lehrauftrag an der Universität. Bis 2005 lebte Ahmadineschad demonstrativ bescheiden in einer einfachen Drei-Zimmer-Wohnung in Teherans Osten und fuhr einen 30 Jahre alten Peugeot. Seinen bescheidenen Lebensstil verknüpfte er mit strenger Ablehnung westlicher Lebensweise und machte dies im Präsidentschaftswahlkampf auch publik. Er ließ in seiner Amtszeit unter anderem Fast-Food-Restaurants schließen, verbot Poster von David Beckham und untersagte das öffentliche Abspielen und Produzieren westlicher Musik. 2005 zog Ahmadineschad in den exklusiven nördlichen Stadtteil Teherans in die Nähe des Niawaran-Palastes. Regierungsgeschäfte erledigte er teilweise vom ehemals naturhistorischen Palast der Saadabad-Palastanlage aus.

### Präsidentschaft (2005–2013)

#### Erste Amtszeit (2005–2009)
Ahmadineschad trat bei den neunten iranischen Präsidentschaftswahlen am 17. Juni 2005 gegen sechs weitere Bewerber an, die der Wächterrat aus über tausend registrierten Bewerbern zugelassen hatte. Da bei der Erstwahl keiner der sieben Kandidaten die absolute Mehrheit erreichen konnte, musste am 24. Juni eine Stichwahl über den nächsten iranischen Präsidenten entscheiden. Es wurden bereits nach der Erstwahl schwerwiegende Vorwürfe von Wahlmanipulationen erhoben.

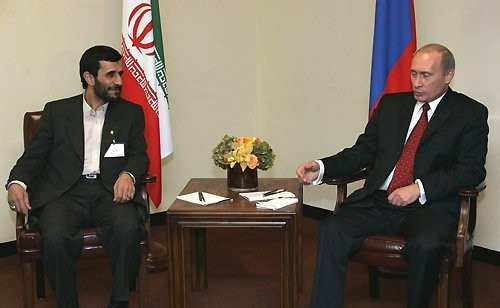
Ahmadineschad im September 2005 im UN-Hauptquartier

Bei der Stichwahl – die Wahlbeteiligung lag bei 59,6 % – erreichte Mahmud Ahmadineschad 61,69 % der abgegebenen Stimmen, bzw. absolut 17.284.782 Stimmen. Legt man die Wahlen der letzten Jahre zugrunde, verfügten die Konservativen durchschnittlich über fünf bis acht Millionen Stimmen. Ahmadineschad erhielt jedoch bei der Stichwahl mehr als siebzehn Millionen Stimmen. Am 3. August 2005 wurde Mahmud Ahmadineschad offiziell in sein Amt eingeführt.

#### Zweite Amtszeit (2009–2013)
Bei den Präsidentschaftswahlen am 12. Juni 2009 wurde Ahmadineschad wiedergewählt. Er setzte sich gegen drei Bewerber durch, die der Wächterrat aus fast 500 registrierten Kandidaten ausgewählt hatte. Nach Auszählung von 87 Prozent aller Stimmen gab die iranische Wahlbehörde am 13. Juni Amtsinhaber Mahmud Ahmadineschad als Sieger bekannt. Sie teilte mit, dass auf ihn fast 62,6 Prozent der Wählerstimmen und 33,7 Prozent der Stimmen auf den gemäßigten Kandidaten Mir Hossein Mussawi entfielen.
Der gemäßigte konservative Gegenkandidat Mussawi, der von Teilen des Reformlagers unterstützt wurde, protestierte „scharf gegen zahlreiche und sichtbare Unregelmäßigkeiten“ bei der Wahl und kündigte an, einen Sieg Ahmadineschads nicht anzuerkennen.
Der Sprecher des Wächterrats, Abbas Ali Kadkhodaei, erklärte am 22. Juni 2009, dass es keine Aufzeichnungen über größere Unregelmäßigkeiten bei der Wahl gegeben habe, und daher bestehe nach Ansicht des Gremiums keine Möglichkeit, die Wahl zu annullieren. Damit gilt Ahmadineschad als Wahlsieger bei den iranischen Präsidentschaftswahlen 2009. Dies wurde von zahlreichen westlichen Politikern skeptisch bis ablehnend beurteilt. Das offizielle Wahlergebnis löste monatelange Proteste in Teheran und anderen großen Städten des Landes aus, bei denen es zu erheblichen Gegenmaßnahmen von staatlichen Organen und zu Massenverhaftungen kam.

### Konflikt mit Chamene’i und Mandatsende
Seit einem – auch öffentlich geführten – Streit zwischen Ahmadineschad und Staatsoberhaupt Ali Chamenei im Frühjahr 2011 gilt das Verhältnis zwischen den beiden als zerrüttet. Vor den iranischen Parlamentswahlen 2012 wies der Wächterrat sechs Kleriker und sechs Juristen, die als Anhänger Ahmadineschads gelten, als Kandidaten zurück. Der britische Guardian berichtete über staatlich durchgeführte Blockaden von Webseiten, die ihm zugeneigt sind. Dieses Vorgehen wurde als ein machtpolitischer Übergriff von Chamenei gegen seinen Rivalen gewertet. Ahmadineschad wurde als der große Verlierer bei der Wahl gesehen. Die Direktorin der Middle East Studies am Woodrow Wilson International Center for Scholars und Exil-Iranerin Haleh Esfandiari vermutete 2012, dass Ahmadineschad seine Macht über- und die Chameneis unterschätzt habe und zunehmend handlungsunfähig sei.
Im Juni 2012 kündigte Ahmadineschad in einem Zeitungsinterview an, sich nach Ablauf seiner zweiten Amtszeit 2013 aus der Politik zurückzuziehen und an einer Universität als Wissenschaftler tätig zu werden. Es sei zwar möglich, dass er sich dort auch politisch weiter engagieren werde, jedoch nicht in einer Partei oder politischen Gruppierung. Am 3. August 2013 schied er aus dem Präsidentenamt aus.

### Zeit nach der Präsidentschaft
Ahmadineschad hatte Medienberichten zufolge eine eigene Website Dolat-e Bahar („Regierung des Frühlings“), die mittlerweile offline ist.
Ahmadineschad bewarb sich für die Präsidentschaftswahl 2021, nachdem er 2017 abgewiesen worden war. Dabei bestand ein nicht unerheblicher Rückhalt in der Bevölkerung, doch wurde er auch 2021 nicht als Kandidat zur Präsidentschaftswahl zugelassen, was von ihm wie die gesamte Wahl kritisiert wurde. Zur Präsidentschaftswahl 2024 wurde er erneut nicht als Kandidat zugelassen.
Am 2. März 2022 bekundete Ahmadinedschad seine Unterstützung für die Ukraine und den ukrainischen Präsidenten Wolodymyr Selenskyj während des russischen Überfalls auf die Ukraine seit 2022. Auf Twitter erklärte er, dass Iran an der Seite der Ukraine stehe, und drückte seine Bewunderung für den ukrainischen Widerstand aus, während er behauptete, dass „der Widerstand die satanischen Machenschaften der Feinde der Menschheit aufgedeckt hat“. Außerdem warnte er den russischen Präsidenten Wladimir Putin, dass dieser, sollte er die Invasion nicht stoppen, „keine Errungenschaft“ werde vorweisen können, sondern nur Reue. Ahmadinedschads Ansichten über die russische Invasion stehen in krassem Gegensatz zur offiziellen prorussischen Haltung der iranischen Regierung, die die NATO und die Vereinigten Staaten für die Auslösung des Krieges verantwortlich machte.

## Religiöse Orientierung
Ahmadineschads Familie galt in der Nachbarschaft als zutiefst religiös; der Vater, der nicht gut lesen und schreiben konnte, war für seine Koran-Rezitationen bekannt. Mahmud, während seiner Schulzeit unpolitisch, übernahm die religiöse Einstellung seines Vaters. Während seiner Studienzeit kam Mahmud mit den Thesen Ali Schariatis und der schiitischen Staatsideologie von Ruhollah Chomeini in Berührung; 1978 wurde er ein Unterstützer von Chomeini. Mahmuds Ehefrau Azam al Sadat Farahi gilt als „wahre Hezbollahi“.
Die Erwartung der Rückkehr des 12. Imams, der im 10. Jahrhundert verschwand, ist ein wesentlicher Bestandteil der schiitischen Theologie. Das Konzept des Mahdi als kommende Erlösergestalt für Gerechtigkeit, in der schiitischen Mythologie teilweise abstrakt gehandhabt, gilt für Ahmadineschad als religiöse Wahrheit. Bei seiner Amtseinführung 2005 wurde er von dem Ajatollah Ali Chamenei darauf angesprochen: „Was wäre, wenn er nicht erscheinen würde?“ Ahmadineschad antwortete: „Ich versichere Ihnen, das glaube ich wirklich, er wird bald kommen.“
Nach seiner Ernennung durch Revolutionsführer Chamenei besuchte er, als erste Amtshandlung, demonstrativ das Mausoleum Chomeinis, um seine politische Zielrichtung aufzuzeigen. Im Laufe seiner Amtszeit wurden gerade Zitate Chomeinis zum Schlagwort für Ahmadineschad, der bei der Stichwahl zum Präsidentenamt gegen Rafsandschani von Chamenei protegiert wurde. Ahmadineschad zeigt öffentlichkeitswirksam seine Nähe zu Mesbah Yazdi und der ultrakonservativen Organisation namens Hojjatieh. Der Ajatollah Muhammad Taqi Mesbah Yazdi ist Leiter des Imam-Chomeini-Instituts, Zentrum für islamische Bildung und wissenschaftliche Studien in Ghom. Ahmadineschad hat in seinem Regierungsetat 7 Millionen Dollar für die Ausgestaltung der Dschamkaran-Moschee ausgegeben, die als Groß-Moschee langfristig das weltweite schiitische Zentrum werden soll. Mesbah Yazdi und seine Anhänger verkündeten die Wiederkehr des Verborgenen Imam (der Mahdi) für das Jahr 2007. Ahmadineschad wurde von zahlreichen schiitischen Geistlichen vorgeworfen, diese eschatologische Strömung populistisch aufzugreifen, indem er unter anderem seine Rede am 17. September 2005 vor der 60. Generalversammlung der Vereinten Nationen mit einer Erscheinung (Licht) in Verbindung brachte und sich somit als auserwählter Vorkämpfer des Erlösers darstellte. Auch andere UN-Vollversammlungen und internationale Auftritte nutzte Ahmadineschad, um den „Mahdi-Kult“ zu beschwören:

„Ohne Zweifel wird der Verheißene Imam und der Große Reformer und endgültige Retter und letzte Bote des Himmels kommen und zusammen mit allen Gottesanbetern, und denen, die Gerechtigkeit fordern und Menschenliebe praktizieren, eine strahlende Zukunft aufbauen und die Welt mit Gerechtigkeit und Schönem füllen. Dies ist […] Gottes Verheißung[,] und Gott hält sein Versprechen.“

Die westliche Version einer neuen Weltordnung, so Ahmadineschad, sei nichts anderes als ein Versuch, die Rückkehr des Mahdi und dessen Weltordnung zu verhindern. Es sei seine Mission in Iran, dies zu verhindern und am Ende seiner Amtszeit dem Mahdi den Weg zu bereiten.

## Innenpolitik
Ahmadineschad forderte in seinen stark populistisch geführten Wahlkämpfen die Rückkehr zu den Werten der islamischen Revolution von 1979 sowie mehr soziale und juristische Gerechtigkeit. Seine Zielgruppe war und ist vor allem die ländliche Bevölkerung Irans, zu dessen Fürsprecher er sich gerne erklärt. Die ärmeren Schichten Irans erwarteten von Ahmadineschad etwa eine gerechtere Verteilung der iranischen Öleinnahmen. Aus diesem Grund hatte Ahmadineschad nach der Wahl einen Gesetzesentwurf in den Madschlis eingebracht, um aus Geldern der staatlichen National Iranian Oil Company den 1,3 Milliarden schweren Imam Reza Care Fund zu errichten. Beobachtern schien zunächst durchaus eine Konfrontation zwischen Ahmadineschad und den wohlhabenden Schichten denkbar, die jedoch ausblieb. Laut der Journalistin Amiri wurden die Öleinnahmen über Mittelsmänner auf Konten ins Ausland überwiesen. Seit seiner Zeit bei der Revolutionsgarde unterstützt Ahmadineschad den Hardliner-Flügel der islamistisch geprägten politisch-religiösen Führung des Landes. In seiner Funktion als Bürgermeister Teherans kritisierte er in einem Brief an den Regierenden Bürgermeister von Berlin im März 2004 die Aufstellung einer Gedenktafel für die Opfer des Mykonos-Attentats. Er drohte, in Teheran eine Tafel aufzustellen, die die Lieferung von Chemiewaffen-Technologie an das von Saddam Hussein geführte irakische Regime anprangert. Das Berliner Kammergericht hatte 1997 festgestellt, dass das Attentat durch die Machthaber Irans „ins Werk gesetzt“ worden sei.
Nach der Besichtigung der iranischen Weltraumorganisation und einer Ausstellung über die iranischen Weltraumerfolge am 4. Februar 2012 soll Ahmadineschad gegenüber iranischen Medien gesagt haben, dass er bereit wäre, als erster Iraner in den Weltraum zu fliegen.

## Inländische Kritik
Während einer Veranstaltung an der Scharif-Universität für Technologie in Teheran am 11. Dezember 2006 wurde Ahmadineschad erstmals öffentlich kritisiert und mit Buhrufen empfangen. Studenten skandierten „Tod dem Despoten“ und unterbrachen immer wieder seine Rede. In einem offenen Brief von Studenten an Ahmadineschad wurde kritisiert, dass er sein Versprechen zu mehr freiheitlichem, öffentlichem Dialog nicht gehalten habe.
Im Februar 2007 veröffentlichte auch die Zeitung Dschomhuri Eslami, die als Sprachrohr des Obersten Revolutionsführers Chamenei gilt, einen offenen Brief an den Präsidenten. Darin wurde Ahmadineschad Starrsinn in den Verhandlungen um den Atomkonflikt vorgeworfen und die rhetorische Frage gestellt, ob es möglich sei, dass Ahmadineschad mit seinem Vorgehen von den innenpolitischen Problemen ablenken wolle. In einem anderen Artikel nannte dieselbe Zeitung Ahmadineschads Verhalten „gefährlich“ für Iran sowie sein Gebaren als Präsident „unmoralisch, unlogisch und verwerflich“. Auch bei öffentlichen Sitzungen des Parlaments wurde Ahmadineschad vorgehalten, dass seine Versprechungen bezüglich geringerer Arbeitslosigkeit und verminderten Hungers nur leere Versprechungen und Parolen gewesen seien und dass seine Außenpolitik dem Ruf des Landes massiv geschadet habe. Die Inflationsrate soll (Stand September 2007) nach Angaben der iranischen Zentralbank bei 15 % liegen.
Im Mai 2007 begrüßte Ahmadineschad auf einer öffentlichen Veranstaltung seine ehemalige Grundschullehrerin mit einem Handkuss.
Die iranischen Medien warfen dem Präsidenten „Unanständigkeit“ vor. Nach dem in Iran geltenden Sittenkodex darf ein Mann eine Frau in der Öffentlichkeit nicht berühren. Es war das erste Mal in der 28-jährigen Geschichte der Islamischen Republik, dass ein Staatsmann öffentlich die Anweisung ignorierte.
Im Januar 2008 musste Ahmadineschad auf Anordnung des Obersten Rechtsgelehrten Chamenei ein Gesetz durchsetzen, das zur Verbesserung der Gasversorgung von Bewohnern entlegener Dörfer diente. Der damit verbundene Griff in die Währungsreserven des Landes in Höhe von einer Milliarde Dollar (700 Millionen Euro), den Ahmadineschad bis dahin verweigerte, bedeutet für ihn – nach Meinung von Kommentatoren – eine empfindliche Niederlage.
Im Jahre 2010 äußerte Ahmadineschad die Meinung, dass die Islamische Republik Iran den Islam vertreten müsse, der von der iranischen Kultur geprägt sei, denn die Iraner seien kulturell jenen weit überlegen gewesen, die den Islam nach Iran gebracht haben. Sadegh Laridschani bezeichnete die Propagierung eines iranischen Islam als „unverzeihlichen Fehler“ und Irrweg, der mit den Grundsätzen des Islam nicht vereinbar sei. Es gebe keinen Islam, so Laridschani, der von einem Volk oder einer Rasse geprägt sei. Vor den Parlamentswahlen 2012 wurde Ahmadineschad vorgeworfen, er wolle mit seiner viele Iraner ansprechenden starken Betonung nationalistischer Politikinhalte die klerikale Macht und den Primat des Obersten Rechtsgelehrten untergraben.

## Außenpolitik
Für Mahmud Ahmadineschad, der als glühender Verehrer von Ajatollah Ruhollah Chomeini gilt, ist der Antiamerikanismus seines Vorbilds die treibende und einigende Kraft, die seine Macht in Iran konsolidiert. Der Biograph Kasra Naji bringt dies auf den kurzen Nenner: „Ahmadinedschad gegen die Welt“.

### Atomstreit
In der Auseinandersetzung um das iranische Atomprogramm bestreitet Ahmadineschad die Nutzung der Atomenergie für kriegerische Zwecke. In einem Interview im Jahr 2007 sagte er etwa: „Wir brauchen keine Atombombe. Wir brauchen das nicht. Was sollen wir mit einer Bombe? (…) In politischen Beziehungen heute hat die Atombombe keinen Nutzen. (…) Wenn sie nützlich wäre, hätte sie den Zusammenbruch der Sowjetunion verhindert. Wenn sie nützlich wäre, hätte sie das Problem der Amerikaner im Irak gelöst. Die Zeit der Bombe ist vorbei.“ Gleichzeitig trug Ahmadineschad mit seiner kriegerischen Rhetorik gegenüber Israel seit seiner Präsidentschaft maßgeblich zum Misstrauen gegenüber dem iranischen Atomprogramm bei und verbat sich zudem eine Einmischung durch den Weltsicherheitsrat. Mehrfach warf Ahmadineschad dem Westen vor, den Sicherheitsrat als Instrument der Bedrohung zu missbrauchen. Die Resolution 1737 des UN-Sicherheitsrates bezeichnete er am 24. Dezember 2006 als ein „Stück zerrissenes Papier“, mit dem die Iraner eingeschüchtert werden sollten; die Resolution 1929 des UN-Sicherheitsrates bezeichnet er als „benutztes Taschentuch, reif für die Mülltonne“.

### Israel und Nahostkonflikt
Zu den Hauptmerkmalen von Ahmadineschads internationalem Auftreten gehören seit Beginn seiner Präsidentschaft im Jahr 2005 aggressive anti-israelische Äußerungen, die den Aufruf zum Kampf gegen Israel, das Absprechen des Existenzrechts Israels, Vernichtungsvorhersagen, antisemitische Verschwörungstheorien sowie Holocaustleugnungen umfassen. Diese Äußerungen tätigt Ahmadineschad zumeist medienwirksam vor großem internationalen Publikum, etwa Veranstaltungen der Vereinten Nationen oder während eigens ins Leben gerufener antiisraelischer und antisemitischer Veranstaltungen wie beispielsweise der Konferenz „Eine Welt ohne Zionismus“ im Jahr 2005 oder der sogenannten Holocaustleugnungskonferenz im Jahr 2006.
Der Staat Israel, den Ahmadineschad in der Regel nicht beim Namen nennt und zumeist als „zionistisches Regime“ bezeichnet, ist für ihn ein „Schandfleck [, der] aus der Mitte der islamischen Welt beseitigt werden muss.“ Die Existenz Israels ist laut Ahmadineschad „eine Ungerechtigkeit und per se eine ständige Bedrohung“. An einer anderen Aussage Ahmadineschads, die vielfach mit den Worten übersetzt wurde, Israel müsse „von der Landkarte gefegt“ werden (engl. wiped off the map), entzündete sich ein Streit. Die Islamwissenschaftlerin Katajun Amirpur beklagte, westliche Agenturen hätten eine Falschübersetzung geliefert. Tatsächlich aber stammte die Übersetzung von den staatlichen iranischen Medien ISNA, IRIB sowie von der Homepage des Präsidenten selbst. Amirpur übersetzte den Satz „īn režīm-e ešġālgar bāyad az ṣafḥe-ye rūzgār maḥw šawad“ mit „Dieses Besatzerregime muss von den Seiten der Geschichte (wörtlich: Zeiten) verschwinden“. MEMRI übersetzte den Satz mit „Das Besetzer-Regime muss aus den Annalen der Geschichte getilgt werden“. Die Bundeszentrale für politische Bildung wählte die Fassung „Das Regime, das Jerusalem besetzt hält, muss aus den Annalen der Geschichte getilgt werden“. Ahmadineschad hatte seine Rede mit den Worten begonnen, die Zuhörer sollten die Parole „Tod Israel“ [marg bar Isrāyīl] „von Herzen ausrufen“. Als er 2006 in einem Interview wiederholt gefragt wurde, ob er wirklich wolle, dass Israel „vom Angesicht der Erde gewischt“ werden solle, dementierte Ahmadineschad nicht. Ursprünglich kommt der umstrittene Satz von Ruhollah Chomeini. Im Sommer 2008 zitierte Ahmadineschad den Revolutionsführer („O dear Imam [Khomeini]! You said the Zionist Regime that is a usurper and illegitimate regime and a cancerous tumor should be wiped off the map“) und machte sich seine Aussage („I should say that your illuminating remark and cause is going to come true today“) zu eigen.
Mehrfach regte Ahmadineschad eine „Umsetzung“ des Staates Israel nach Europa oder Nordamerika an. Der Holocaust sei eine Lüge, die als Vorwand zur Gründung Israels gedient habe. Wenn sich die Europäer jedoch schuldig fühlten, hätten sie für eine neue Heimat der Juden sorgen müssen.
Ahmadineschad wirft Israel Völkermord und eine unmenschliche und rassistische Politik gegenüber den Palästinensern vor, zu deren Fürsprecher sich Ahmadineschad gerne erklärt. Ahmadineschad gilt als Unterstützer der islamistischen Terrororganisation Hamas, für die Iran der wichtigste Geldgeber und Waffenlieferant ist. Ahmadineschad hält regelmäßig antiisraelische Reden am von Ruhollah Chomeini ins Leben gerufenen al-Quds-Tag, an dem traditionell zur Solidarisierung mit den Palästinensern und zur „Befreiung Jerusalems“ aufgerufen wird. Ahmadineschad hält Zionismus für den „personifizierten Rassismus“; zudem seien „zionistische Kreise“ für den Irak-Krieg verantwortlich. Israel bleibe nur deshalb ungestraft, weil die Juden die Welt durch „komplizierte Netzwerke“ beherrschten und dabei „moderne Sklaverei“ betreiben würden. Eine Sprecherin der deutschen UN-Botschaft bezeichnete solche Äußerungen als „inakzeptabel antisemitisch“. Auch ein Sprecher der US-Vertreter warf Ahmadineschad vor, eine „hasserfüllte, beleidigende und antisemitische Rhetorik“ zu wählen.
Diese und ähnliche Äußerungen Ahmadineschads werden von den westlichen Staaten, aber auch von Verantwortlichen der Vereinten Nationen in der Regel scharf kritisiert und abgelehnt. Der damalige UN-Generalsekretär Kofi Annan kommentierte eine Rede Ahmadineschads bei den Vereinten Nationen 2005 mit den Worten: „Der UN-Generalsekretär hat mit Schrecken die Anmerkungen über Israel vom iranischen Präsidenten, Mahmoud Ahmadineschad, gelesen. Er erinnert alle Mitgliedsstaaten, dass Israel ein langjähriges Mitglied der Vereinten Nationen mit den gleichen Rechten und Verpflichtungen wie jedes andere Mitglied ist.“ Der amtierende UN-Generalsekretär Ban Ki-moon erklärte nach einem Auftritt Ahmadineschads bei einer UN-Veranstaltung 2009 in Genf, ein so „zerstörerisches Vorgehen eines UN-Mitglieds“ habe er „noch nie erlebt.“ Bei Reden Ahmadineschads vor den Vereinten Nationen verließen Abgeordnete westlicher Staaten mehrfach aus Protest den Saal.

### Holocaustleugnung
Ahmadineschad hat mehrfach den Holocaust in Zweifel gezogen und auch explizit geleugnet. Zwischen 2005 und 2006 bezweifelte er wiederholt die historische Authentizität des Holocausts, unter anderem während der von ihm 2006 ins Leben gerufenen Holocaustleugnungskonferenz, zu der international bekannte Holocaustleugner eingeladen waren. Der Holocaust sei als Mythos instrumentalisiert worden, um einen Judenstaat in der islamischen Welt zu gründen. In einem Spiegel-Interview im Jahr 2006 äußerte Ahmadineschad, wenn es den Holocaust gegeben hätte, seien die Europäer und Amerikaner für die Verbrechen an den Juden verantwortlich, und ein jüdischer Staat hätte auf ihrem Boden errichtet werden müssen. Das deutsche Volk trage heute jedoch keine Schuld mehr und müsse erkennen, dass es eine „Geisel des Zionismus“ sei.
In einer Rede zum „al-Quds-Tag“ am 18. September 2009 sagte Ahmadineschad, der Holocaust sei „eine falsche Behauptung, ein Märchen, das als Vorwand für Verbrechen gegen die Menschheit“ missbraucht werde.
Zur Bekräftigung seiner Äußerungen fand vom 11. bis 12. Dezember 2006 in Teheran eine Holocaustleugnungskonferenz statt. Daran nahmen 67 ausländische Gäste aus dreißig Ländern teil, darunter zahlreiche Holocaustleugner und Rechtsextremisten wie Fredrick Toben, der Ku-Klux-Klan-Aktivist David Duke, der Neonazi Robert Faurisson und Moishe Friedman, Mitglied der antizionistischen und ultraorthodoxen Neturei Karta.

### Verhältnis zum Rechtsextremismus
Stärkster gemeinsamer Bezugspunkt zwischen Ahmadineschad und deutschen Rechtsextremisten ist die Holocaustleugnung und die Feindschaft gegen Israel. Ahmadineschads Äußerungen bezüglich des Holocausts und seine Bedrohungen des Staates Israel fanden immer wieder Beifall und Zustimmung von Rechtsextremisten. Die Monatszeitung Nation und Europa betitelte eine ihrer Ausgaben mit den Worten „Danke, Herr Präsident“. Im Vorfeld der Fußball-Weltmeisterschaft 2006 setzten sich rechtsextreme Gruppen für einen Besuch von Ahmadineschad in Deutschland ein. Während der von Ahmadineschad ins Leben gerufenen Holocaustleugnungskonferenz, zu der unter anderem europäische Rechtsextreme eingeladen waren, hielt er selbst die Abschlussrede und ließ sich unter anderem vom australischen Holocaustleugner Fredrick Toben gratulieren, der erklärte: „Dr. Ahmadineschād, Sie haben uns vom Dogma des Holocaust befreit.“ Rechtsextreme Parteien wie DVU und NPD solidarisierten sich auch nach Ahmadineschads Wiederwahl zum iranischen Präsidenten 2009 mit dem „wahren Führer des iranischen Volkes“. Der Hamburger Historiker Volker Weiß sieht darin die „Beschwörung faschistischer Führermythen“.

### Vereinigte Staaten
Ahmadineschad hat während seiner Präsidentschaft auch die USA für ihre Außenpolitik wiederholt angegriffen. Dabei ging es vor allem um das Engagement der USA im Nahostkonflikt und den Irakkrieg, aber auch um deren weltpolitische Hegemonie.
Am 9. Mai 2006 schrieb Ahmadineschad einen an den damaligen US-Präsidenten George W. Bush gerichteten offenen Brief, in dem er die Außenpolitik der USA als unmoralisch und verbrecherisch darstellte und die Demokratie zur gescheiterten Gesellschaftsform erklärte, die sich dem göttlichen Willen beugen müsse. Der Brief enthielt 63 Fragezeichen auf acht Seiten. Rund um Besuche bei den Vereinten Nationen in New York suchte Ahmadineschad auch die direkte Konfrontation mit US-amerikanischen Politikern und der Bevölkerung. Für den 24. September 2007 wurde er auf Anregung von Richard Bulliet von der Columbia University in New York zu einer Diskussion eingeladen. Bei dem viel diskutierten Auftritt wurden Gelächter und Buhrufe im Saal registriert, als er auf eine Frage bezüglich der Exekution von Homosexuellen und der Unterdrückung der Frauen in Iran antwortete: „Frauen im Iran genießen große Freiheiten. […] Unsere Nation ist frei“ und auf Nachfrage: „Es gibt im Iran keine Homosexuellen wie in Ihrem Land. (…) Ich weiß nicht, wer Ihnen erzählt hat, es gebe so etwas bei uns.“ Im April 2008 in Qom äußerte er Zweifel an den Terroranschlägen vom 11. September und behauptete wahrheitswidrig, die Namen der Toten seien noch nicht bekannt gegeben worden. Bei der 61. Generalversammlung der Vereinten Nationen am 24. September 2010 behauptete er, eine Mehrheit der US-Bürger, viele Staaten und Politiker glaubten, dass „einige Elemente in der US-Regierung den Angriff orchestriert haben, um die schrumpfende amerikanische Wirtschaft und ihren Griff auf den Nahen Osten ebenso zu retten wie das zionistische Regime“. Die USA hätten die Anschläge als Vorwand für Invasionen benutzt. Zudem rechnete er die etwa 3000 Toten der Anschläge gegen „Hunderttausende Tote im Irak und in Afghanistan“ auf und warf dem Westen „unglaubliche Verbrechen“ vor. Während der Rede zogen 32 Delegationen, darunter die der USA und Deutschlands, aus dem Plenum aus. Der deutsche Außenminister Guido Westerwelle bezeichnete die Rede als „abwegig und verletzend“. US-Präsident Barack Obama sagte am selben Tag in einem Interview im persischen Sender der BBC, die Rede sei angreifend und hasserfüllt gewesen, besonders in Manhattan nahe dem Ground Zero für die Familien, die dort ihre Angehörigen verloren. Dies sei unentschuldbar und stehe im Kontrast zur Reaktion der Iraner am 11. September, die Kerzen angezündet und so eine natürliche menschliche Anteilnahme und Mitgefühl ausgedrückt hätten. Dies zeige eine tiefe Kluft zwischen der jetzigen Regierung Irans und der großen Mehrheit der Iraner, die respektvoll und nachdenklich mit diesem Thema umgingen. Dennoch bleibe das diplomatische Angebot an Iran, Gespräche über sein Atomprogramm aufzunehmen, bestehen.

### Irak
Im März 2008 traf Ahmadineschad, als erster Präsident der Islamischen Republik Iran, im Nachbarland Irak zu einem offiziellen Staatsbesuch ein. Im Vorfeld des historischen Besuchs erklärte Ahmadineschad, sich aus der irakischen Innenpolitik herauszuhalten. Vorwürfe der USA sowie sunnitischer Parteien im Irak, Teheran unterstütze irakische Schiiten-Milizen mit Waffen und militärischer Ausbildung, entgegnete er nach Angaben der in Bagdad erscheinenden Zeitung al-Sabah mit: „derartige Anschuldigungen haben ihren Ursprung […] im amerikanischen Versagen im Irak“.
„Ein stabiler Irak werde der gesamten Region nützen“, sagte er seinem irakischen Amtskollegen Dschalal Talabani während des Besuchs. Wichtigster Gesprächspunkt war ein von der iranischen Regierung in Aussicht gestellter Kredit in Höhe von einer Milliarde USD. Kritische Punkte wie die umstrittene Grenzziehung des Schatt al-Arab kamen nicht zur Sprache.

### Bündnispolitik

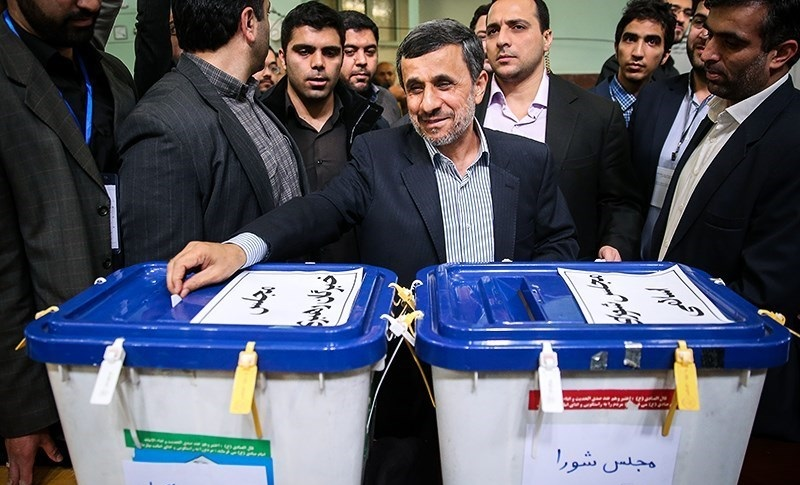
Mahmud Ahmadineschad bei der Stimmabgabe zur Parlamentswahl 2016

Mit Ahmadineschads konfrontativem Kurs gegenüber den USA, dem Westen generell und dem UN-Sicherheitsrat ging eine intensive Kontaktaufnahme Ahmadineschads mit anderen polarisierenden Staatsoberhäuptern einher. Dazu gehörte der venezolanische Präsident Hugo Chávez, der wie Ahmadineschad in der westlichen Welt weitgehend isoliert war. Beide pflegten ihre Handelsbeziehungen durch gegenseitige Besuche, etwa im September 2007. Gerade seine Reisen in lateinamerikanische Länder sollen beweisen, dass Ahmadineschad keineswegs isoliert ist. „Gemeinsam fühlt man sich im Kampf gegen die USA einfach stärker. […] Dass ihr ‚revolutionärer‘ Kollege Ahmadinedschad“, wie Gerhard Dilger schreibt, „auf der anderen Seite des Globus ein Gesellschaftsprojekt verfolgt, das einem modernen Sozialismus in nahezu allen Punkten widerspricht, ist ihnen hingegen kein Sterbenswörtchen wert.“
Ein weiteres Staatsoberhaupt, der diktatorisch regierende belarussische Präsident Lukaschenko, bezeichnete Ahmadineschad während seines Aufenthalts in Minsk im Mai 2007 als einen meiner besten Freunde. Beobachter sahen in diesem Schulterschluss jedoch eher „Hass auf Amerika, auf die europäischen Werte sowie das gemeinschaftliche Image eines weltweit geächteten Parias“.
Syrien unter Führung von Baschar al-Assad sicherte Ahmadineschad anlässlich eines Staatsbesuchs in Damaskus seine Unterstützung im Atomstreit zu. Syrien und Iran hätten eine „vereinte Front gegen Arroganz und Dominanz“ gebildet, erklärte Ahmadineschad bei einem Besuch am 21. Januar 2006. Am 22. Oktober 2007 verlieh der Staat Armenien Ahmadineschad die Ehrendoktorwürde der Staatlichen Universität Jerewan. Armenien würdigte die Auszeichnung als einen Beitrag für Gerechtigkeit, Aufrichtigkeit, Moral und Vollkommenheit. Am 8. November 2007 empfing der armenische Präsident Robert Kotscharjan den iranischen Verteidigungsminister Mostafa Mohammed Nadschar zu einem Gespräch über militärische Zusammenarbeit und hob dabei die gute Entwicklung der armenisch-iranischen Beziehungen hervor.
Nach amerikanischen und europäischen Sanktionsandrohungen wegen des iranischen Atomprogramms suchte Ahmadineschad den Schulterschluss mit den Regierungen der Türkei, Russlands sowie Brasiliens, die statt der im UN-Sicherheitsrat verfolgten Sanktionspolitik auf diplomatische Verhandlungen setzten.
Im Januar 2012 wurde ihm in Kuba die Ehrendoktorwürde für Politikwissenschaften der Universität von Havanna verliehen. Als Begründung für die Verleihung des Ehrendoktortitels erklärte der Rektor der Universität Havanna, Gustavo Cobeiro Suárez, Ahmadineschad verteidige das Recht der Völker auf Selbstbestimmung gegenüber ausländischen Aggressionen.

## Attentate
Am 14. Dezember 2005 wurde auf den Wagen des Präsidenten in der Provinz Sistan und Belutschistan nahe der Stadt Zābol ein Anschlag verübt. Ein Leibwächter des Präsidenten wurde getötet, ein weiterer verletzt.
Am 4. August 2010 soll auf dem Weg zu einer Rede im Stadion der westiranischen Stadt Hamadan ein Anschlag auf die Fahrzeugkolonne Ahmadineschads verübt worden sein. Mehrere Menschen seien verletzt worden. Ahmadineschad selbst soll unverletzt geblieben sein.